# Spartak Władykaukaz
Ałania Władykaukaz (ros. Футбольный клуб «Алания» Владикавказ, Futbolnyj Kłub „Ałanija” Władykaukaz) – rosyjski klub piłkarski z Władykaukazu, stolicy republiki Osetii Północnej.

## Historia
Chronologia nazw:
- 1946—1954: Spartak Dzaudżikau (ros. «Спартак» Дзауджикау)
- 1954—1971: Spartak Ordżonikidze («Спартак» Орджоникидзе)
- 1972: Awtomobilist Ordżonikidze («Автомобилист» Орджоникидзе)
- 1972—1990: Spartak Ordżonikidze («Спартак» Орджоникидзе)
- 1991—1994: Spartak Władykaukaz («Спартак» Владикавказ)
- 1995—1996: Spartak-Ałanija Władykaukaz («Спартак‑Алания» Владикавказ)
- 1997—2002: Ałanija Władykaukaz («Алания» Владикавказ)
- 2003: Spartak-Ałanija Władykaukaz («Спартак‑Алания» Владикавказ)
- 2004—2005: Ałanija Władykaukaz («Алания» Владикавказ)
- 2006: Spartak-Ałanija Władykaukaz («Спартак‑Алания» Владикавказ)
- 2007—2016: Ałanija Władykaukaz («Алания» Владикавказ)
- 2016—2019: Spartak Władykaukaz («Спартак» Владикавказ)
- 2019—: Ałanija Władykaukaz («Алания» Владикавказ)

Oficjalna data założenia klubu Spartak Dzaudżikau to 1946 rok, chociaż w 1921 już był zorganizowany klub Junitas, który był poprzednikiem Spartaka. W okresie Związku Radzieckiego występował pod nazwą Spartak Ordżonikidze (1931-1944 i 1954-1990) i w 1972 jako Awtomobilist Ordżonikidze. Największym sukcesem klubu było mistrzostwo Rosji w 1995 roku, swoiste przełamanie hegemonii Spartaka Moskwa. Ojcem sukcesów klubu był późniejszy trener reprezentacji Rosji i zdobywca Pucharu UEFA z CSKA Moskwa, Osetyjczyk Walerij Gazzajew. Po odejściu jego i kilku kluczowych zawodników klub tracił dawny blask i w sezonie 2005 spadł z Premier Ligi zajmując 15., przedostatnie, miejsce. Po spadku problemy licencyjne sprawiły, że PFL 14 lutego 2006 karnie relegowała klub do trzeciej ligi, grupy południowej. W III lidze Ałanija, grająca ponownie pod nazwą Spartak, zajęła 1. miejsce i awansowała do II ligi. W sezonie 2010 klub na rok zagościł w najwyższej klasie rozgrywkowej i spadł z niej zajmując ponownie 15., przedostatnie, miejsce. W sezonie 2011 Ałanija będzie grała w Rosyjskiej Pierwszej Dywizji.

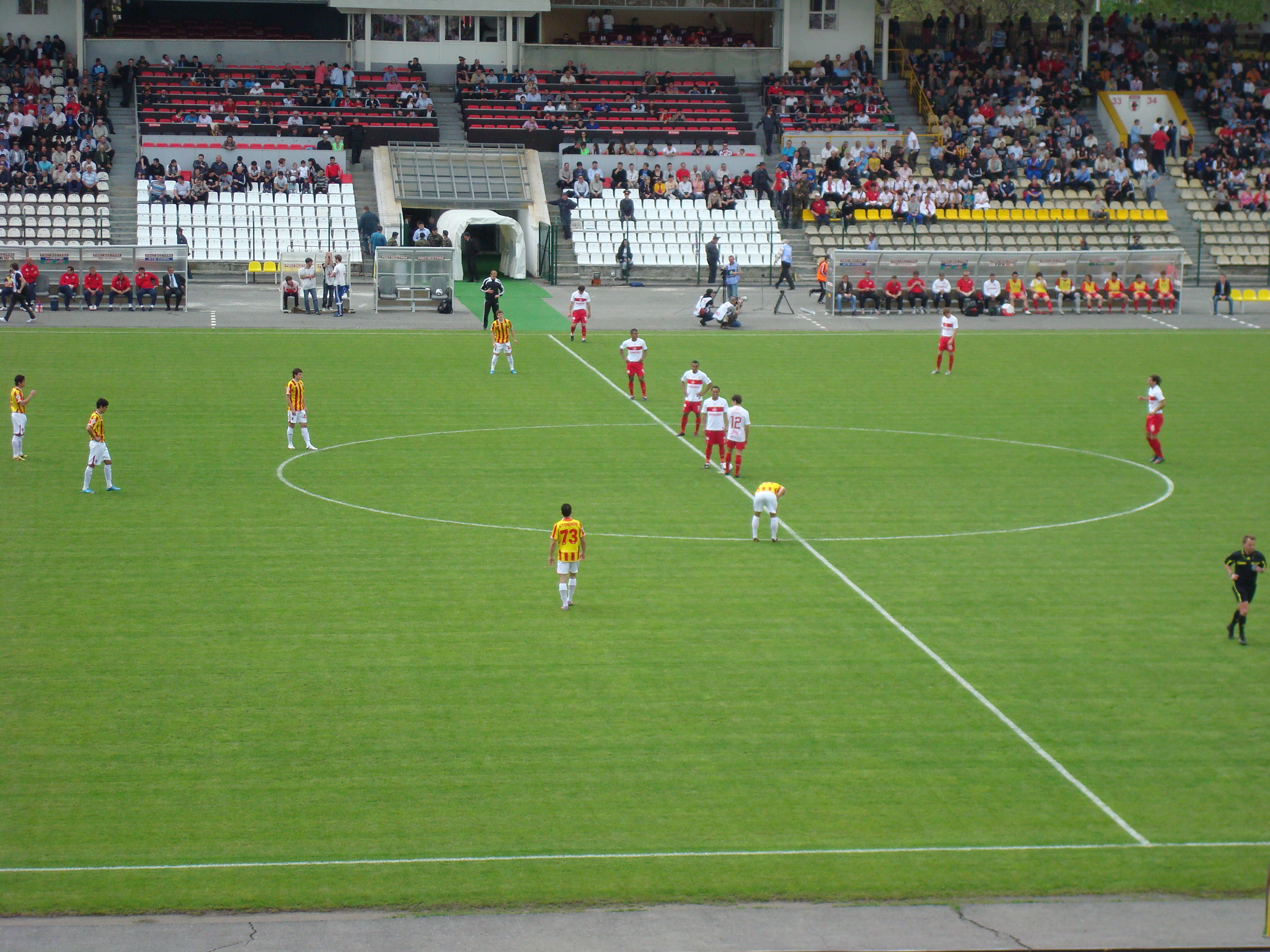
Mecz Ałanija - Spartak Moskwa (2010).

## Europejskie puchary
Legenda do wszystkich tabel:
- Q – runda eliminacyjna, 1/16, 1/8, 1/4, 1/2 – odpowiednia faza rozgrywek, Grupa – runda grupowa, 1r gr – pierwsza runda grupowa, 2r gr – druga runda grupowa, F – finał, R – runda, PO – play-off
- k. – rzuty karne, los. – losowanie, Dogr. – dogrywka, w. – zasada bramek strzelonych na wyjeździe

| Sezon   | Rozgrywki     | Runda | Przeciwnik              | Dom | Wyjazd | Ogólnie     |
| ------- | ------------- | ----- | ----------------------- | --- | ------ | ----------- |
| 1993/94 | Puchar UEFA   | 1R    | Borussia Dortmund       | 0–1 | 0–0    | 0–1         |
| 1995/96 | Puchar UEFA   | 1R    | Liverpool F.C.          | 1–2 | 0–0    | 1–2         |
| 1996/97 | Liga Mistrzów | 1Q    | Rangers F.C.            | 2–7 | 1–3    | 3–10        |
| 1996/97 | Puchar UEFA   | 1R    | RSC Anderlecht          | 2–1 | 0–4    | 2–5         |
| 1997/98 | Puchar UEFA   | 2Q    | Dnipro Dniepropietrowsk | 2–1 | 4–1    | 6–2         |
| 1997/98 | Puchar UEFA   | 1R    | MTK Budapest            | 1–1 | 0–3    | 1–4         |
| 2000/01 | Puchar UEFA   | 1R    | Amica Wronki            | 0–3 | 0–2    | 0–5         |
| 2011/12 | Liga Europy   | 3Q    | FK Aktobe               | 1–1 | 1–1    | 2–2, k: 4–2 |
| 2011/12 | Liga Europy   | PO    | Beşiktaş JK             | 2–0 | 0–3    | 2–3         |

## Sukcesy
| \| \| Zdobyte trofea w rozgrywkach Rosji (stan na: 2021) \| |                                                    |      |            |
| Rozgrywki                                                   | Osiągnięcie                                        | Razy | Sezon(y)   |
| · Mistrzostwo                                               | I miejsce                                          | 1    | 1995       |
| · Mistrzostwo                                               | II miejsce                                         | 2    | 1992, 1995 |
| · Mistrzostwo                                               | III miejsce                                        | –    |            |
| · Puchar                                                    | zdobywca                                           | –    |            |
| · Puchar                                                    | finalista                                          | 1    | 2011       |
| Rosja                                                       | Zdobyte trofea w rozgrywkach Rosji (stan na: 2021) |      |            |

- 11. miejsce w Wyższej Lidze ZSRR: 1970.
- 1/16 finału Pucharu ZSRR: 1970, 1971, 1972, 1973, 1978, 1985, 1992.

## Trenerzy od lat 90.
- 1990-91 – Nikołaj Chudijew
- 1992-93 – Aleksandr Nowikow
- 1993-93 – Władimir Fiedotow
- 1994-99 – Walerij Gazzajew
- 2000-00 – Władimir Gucajew
- 2000-01 – Aleksandr Awierjanow
- 2001-01 – Aleksandr Janowski
- 2002-02 – Wołodymyr Muntian
- 2002-02 – Bachwa Tiediejew
- 2003-03 – Rewaz Dzodzuaszwili
- 2003-03 – Nikołaj Chudijew
- 2003-03 – Bachwa Tiediejew
- 2004-04 – Rolland Courbis
- 2004-04 – Jurij Sekinajew
- 2005-05 – Bachwa Tiediejew
- 2005-05 – Edgar Hess
- 2005-05 – Jicchak Szum
- 2005-05 – Aleksandr Janowski
- 2006-07 – Boris Stukałow
- 2007-09 – Stanisław Cchowriebow
- od 2009 – Walerij Pietrakow